# Wannig

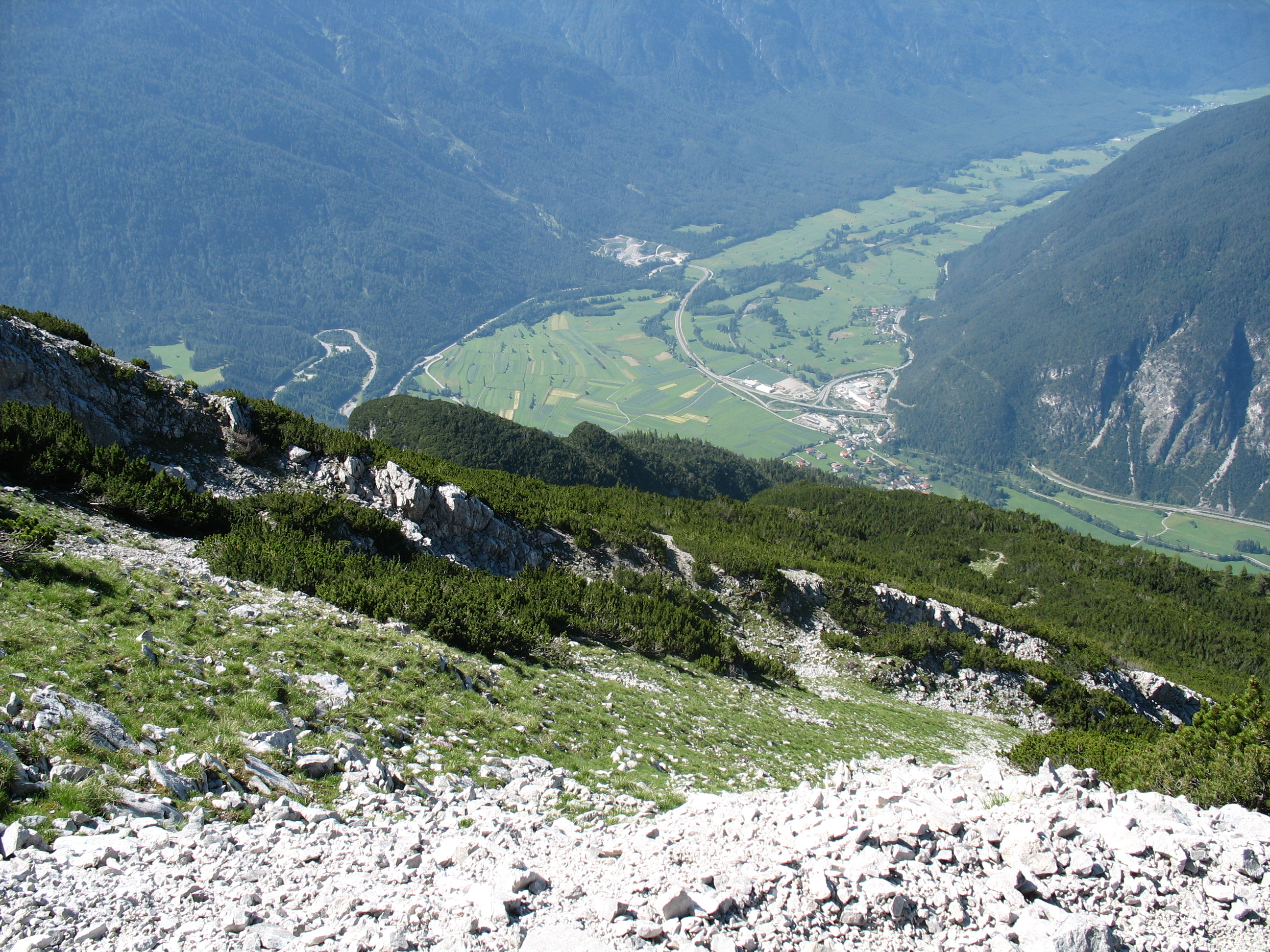
Blik op Nassereith vanaf de Wannig

De Wannig (ook Hochwannig of Wanneck) is een 2493 m.ü.A. hoge berg in de Oostenrijkse deelstaat Tirol. De bergtop is meest westelijke top van het Miemingergebergte en ligt ten noordoosten van Nassereith. De top is bereikbaar via de Nassereither of Muthenaualm (1793 m.ü.A.)